# Absolutely Free
Absolutely Free drugi je album sastava The Mothers of Invention kojeg predvodi Frank Zappa. Album izlazi 26. svibnja 1967. godine i nastavak je njihovog prvog dvostrukog LP-a Freak Out!. Absolutely Free nanovo prikazuje kompleksnu glazbu i podrugljivo obraćanje politici. Sve pjesme na albumu su od Franka Zappe a zajedno s njim producent je Tom Wilson.

## Popis pjesama
1. "Plastic People" – 3:42
2. "The Duke of Prunes" – 2:13
3. "Amnesia Vivace" – 1:01
4. "The Duke Regains His Chops" – 1:52
5. "Call Any Vegetable" – 2:15
6. "Invocation and Ritual Dance of the Young Pumpkin" – 7:00
7. "Soft-Sell Conclusion" – 1:40
8. "Big Leg Emma" – 2:31
9. "Why Don'tcha Do Me Right?" – 2:37
10. "America Drinks" – 1:52
11. "Status Back Baby" – 2:54
12. "Uncle Bernie's Farm" – 2:10
13. "Son of Suzy Creamcheese" – 1:34
14. "Brown Shoes Don't Make It" – 7:30
15. "America Drinks and Goes Home" – 2:46

## Izvođači
- Frank Zappa – gitara, dirigent, vokal
- Jimmy Carl Black – bubnjevi, vokal
- Ray Collins – vokal, dajre (def)
- Don Ellis – truba u skladbi "Brown Shoes Don't Make It"
- Roy Estrada – bas-gitara, vokal
- Bunk Gardner – Drveni puhači
- Billy Mundi – bubnjevi, udaraljke
- Don Preston – klavijature
- John Rotella – udaraljke
- Jim Fielder – gitara, klavir
- Pamela Zarubica – vokal
- Herb Cohen
- Lisa Cohen
- Kurt Retar
- Terry Gilliam – zvučni efekti

## Vanjske poveznice
- Tekstovi i informacije